# Hydriomena suffumata
Hydriomena suffumata là một loài bướm đêm trong họ Geometridae.